# Torbay (Terranova y Labrador)
Torbay es un pueblo canadiense situado en la provincia de Terranova y Labrador.

## Superficie
Torbay tiene una superficie de 34,89 km².

## Demografía
En 2021, tenía 7852 habitantes, una densidad poblacional de 225 hab./km², y 3182 viviendas.